# Yuri Buenaventura
Pour les articles homonymes, voir Buenaventura.
Yuri Buenaventura (de son vrai nom Yuri Bedoya) est un chanteur colombien de salsa né à Buenaventura le 19 mai 1967.
Le prénom Yuri est un hommage au cosmonaute russe Youri Gagarine. Le pseudonyme Buenaventura vient de la ville portuaire où il est né, sur la côte pacifique de Colombie.

## Biographie
Le père de Yuri, Don Manuel Bedoya, professeur de musique et de théâtre, lui transmet sa passion.
Yuri grandit avec la salsa new-yorkaise du label Fania et la chanson engagée de la Chilienne Violeta Parra, du Catalan Joan Manuel Serrat et du Cubain Pablo Milanés.
Il arrive à Paris pour s’inscrire en faculté de sciences économiques de la Sorbonne (Université de Paris I). Il y rencontre notamment des membres du groupe latino-américain Urpi. Il joue et fait la manche dans la station du métro Saint-Michel, et participe à la fièvre latine qui saisit Paris à l’aube des années 1990 : il commence à chanter avec « Grupo Caïman », il devient choriste de Mambomania et abandonne ses études d’économie.
En quelques mois, Yuri est l’un des chanteurs de salsa les plus cotés du Paris latino, dont l’épicentre est un dancing de Belleville, La Java, ancien temple du musette. Il côtoie Camilo Azuquita, Tito Puente et le Vénézuélien Orlando Poleo, un des joueurs de congas les plus respectés au monde.
Au sein de l’Orquesta Chaworo, dirigé par Orlando Poleo, Yuri franchit un nouveau palier. En juillet 1996, leur concert au festival Tempo Latino de Vic-Fezensac reste gravé dans la mémoire des 5 000 spectateurs qui remplissaient les arènes.
Il rentre ensuite en Colombie pour enregistrer son premier album, Herencia Africana (« héritage africain »), en plusieurs fois, en trouvant l’argent au coup par coup. Finalement, Yuri se retrouve criblé de dettes, dans l’impossibilité de sortir son disque. Mais à Paris, Rémy Kolpa Kopoul de Radio Nova est enthousiasmé par la reprise de la chanson : Ne me quitte pas de Jacques Brel. Yuri trouve alors un éditeur, puis un label. Il édite son disque en 1996 et entre dans l’Histoire en devenant le premier chanteur de salsa à obtenir un disque d'or en France.
Le deuxième album au titre palindrome, Yo Soy (« je suis »), voit le jour entre Paris, Cali et Porto Rico. Publié au printemps 1999, y figurent un duo avec Faudel (Salsa-Raï), une participation du fabuleux pianiste Papo Lucca, des reprises d’Elton John, de la Mano Negra et de Michel Legrand.
En 2000, il compose le titre phare du film Salsa.
En 2001, il compose la bande originale du film Ma femme s'appelle Maurice de Jean-Marie Poiré.
En 2002, il est invité par le groupe de rap cubain Orishas sur le titre 300 kg de rap. Il les invitera à son tour sur son album suivant sur le titre Donde Estarás.
En 2003 sort son troisième album, Vagabundo, enregistré à San Juan. Yuri s’est entouré de quelques-uns des meilleurs musiciens de l’île de Porto Rico : Roberto Roena, leader de l’orchestre Appolo Sound, plusieurs membres d’El Gran Combo, dont le chanteur Jerry Rivas aux chœurs et un invité de marque pour deux duos : Cheo Feliciano, l’une des voix mythiques de la Fania. Yuri Buenaventura est l'interprète du générique de la série colombienne diffusée en 2012 sur Caracol Televisión, Escobar, el patrón del mal.
Le 1er août 2015, lors d'un concert en plein-air, en France, au château de Mus, près de Murviel-lès-Béziers (Hérault), il se blesse au poignet en tombant de la scène, mais parvient à assurer son tour de chant jusqu'à la fin du spectacle.
Le 20 octobre 2023, il se produit dans le cadre de la 50e édition du festival Nancy Jazz Pulsations à l'opéra de Nancy en compagnie des 65 musiciens de l'Orchestre national de Lorraine dirigé par Silvina Peruglia et d'Orlando Poleo aux percussions.
L'ambition de Yuri Buenaventura est de faire une musique dansante, sans faire oublier de réfléchir à la réalité du monde d'aujourd'hui. Selon Yuri, l'expression Mi América a pour valeur de faire connaître l’histoire de son peuple et de faire entendre la parole des poètes (avec un hommage à Pablo Neruda).

## Discographie

### Divers
- Duerme negrito, sur la compilation Ma chanson d'enfance (2001).
- Mala Vida, sur la compilation Mano Negra Illegal (2001).
- L'Eau à la bouche, reprise de Serge Gainsbourg sur la compilation « Café de Flore - Rendez-vous à Saint-Germain-des-Prés ».
- Participation au titre de Marcel Kanche, Une épitaphe.
- La bella y manatial (Dans l’eau de la claire fontaine), reprise de Georges Brassens sur l’album-hommage Putain de toi (2006).
- La Ultima Bala générique de la série télé « Pablo Escobar, le patron du mal » (2012), récompensé en 2013 du titre de la « meilleure musique de série TV » au festival international de cinéma de Cartagena (Colombie).
- Edy Martínez ft. Yuri Buenaventura : Indestructible, reprise de Ray Barretto (2023).